# Liadain
Liadain est une poétesse irlandaise, du VIIe siècle. Elle nous est connue par un conte du IXe ou du début du Xe siècle. 

## Biographie
Selon l'histoire Comracc Líadaine ocus Cuirithir, qui remonte au 9e ou au début du 10e siècle,  Liadain de Corkaguiney est une poétesse irlandaise itinérante sur le territoire des habitants du Connacht. Elle  rencontre Cuirithir mac Doborchu, poète originaire de la région. 
Cuirithir lui propose lors d'une fête de la bière : « Pourquoi ne faisons-nous pas union, ô Liadain? Brillant serait notre fils que vous engendreriez. ». Liadain a répondu « Ne le faisons pas, afin que ma tournée ne soit pas gâchée pour moi. Si vous pouviez revenir pour moi, chez moi, je viendrai avec vous ».  Ils ont dormi ensemble cette nuit-là et se sont séparés le lendemain. 
Liadain devient religieuse, avant que Cuirithir n'aille à sa rencontre. Il est possible qu'il s'agisse d'un conflit entre l'amour et la religion. Une autre hypothèse est celle du refus de la maternité Liadain et donc du renoncement de son activité en tant que poétesse itinérante.  
Le couple demande l'aide spirituelle de Saint-Cummine (Cummaíne Fota). Le mariage spirituel, est un thème fréquent en hagiographie et dans la vie des femmes religieuses, en particulier au Haut et au Moyen-Âge tardif. Ce qui est surprenant, c'est que le récit date du neuvième ou début du dixième siècle.  
Une grande partie du verset du texte est remplie de regrets. Cuirithir et Líadain semblent ne pas vivre dans le même espace. Cuirithir, devient moine à son tour. Líadain demande à Cummaíne Fota un sursis de leur séparation, qui est accordé tant qu'une personne de la communauté dort entre eux comme gardien. Cuirithir est ensuite envoyé dans un autre monastère puis part en pèlerinage en Irlande. Líadain part à sa recherche et retourne sur les lieux de leur pénitence. Elle meurt peu de temps après. Cummaíne Fota dépose sur la tombe de Líadain la pierre sur laquelle elle a pleuré son amour pour Cuirithir.  

## Traduction
Ruth Lehmann propose une traduction d'une partie du conte, racontée par Liadain: 
No pleasure

in deed done to loving-one;

tormenting without measure.

What madness

not to give him happiness,

though fear of God feed sadness.

No ruin,

his affair desirable

through pain heaven pursuing.

Cause slender

through me troubled Cuirithir,

though I was gentle, tender.

I'm Liadan;

it is I loved Cuirithir;

truly, though said by heathen.

Brief hour

together with Cuirithir;

our closeness then a dower.

Woods singing

to me beside Cuirithir

with somber sea-sounds dinning.

I wonder

it would trouble Cuirithir,

any deal made asunder.

No hiding:

he was my heart's true lover,

though I loved all beside him.

Flames flowing

burst my heart, now desperate, dead without him - this knowing. No.

## Postérité
Líadain fait partie des femmes qui sont citées dans l’œuvre The Dinner Party de Judy Chicago.